# Mana (album)
Mana è l'album di debutto del gruppo symphonic metal nederlandese Nemesea, pubblicato nel 2004.

## Tracce
1. Nemesis – 1:33
2. Threefold Law – 3:44
3. Empress – 4:25
4. Angel in the Dark – 6:13
5. Mortalitas – 13:33
6. Lucifer – 4:16
7. Disclosure – 4:19
8. Beyond Evil – 3:53
9. Cry – 3:01
10. Krad Eht Ni Legna – 1:28

## Formazione
- Manda Ophuis - voce
- Hendrik Jan de Jong - chitarra, voce death
- Martijn Pronk - chitarra
- Berto Boijink - tastiere
- Sonny Onderwater - basso
- Chris Postma - batteria